# Lista de filmes portugueses de 1986
Lista de filmes portugueses de longa-metragem lançados comercialmente em Portugal em 1986, nas salas de cinema.
Notas: Na secção coprodução, passando o cursor sobre a bandeira aparecerá o nome do país correspondente.
| # | Filme                     | Realização       | Género         | Estreia        | Coprodução                        |
| - | ------------------------- | ---------------- | -------------- | -------------- | --------------------------------- |
| 1 | Um Adeus Português        | João Botelho     | Drama          | 17 de abril    | —                                 |
| 2 | O Barão de Altamira       | Artur Semedo     | Comédia        | 7 de março     | —                                 |
| 3 | Der Rosenkönig            | Werner Schroeter | Drama, musical | 26 de março    | França · Países Baixos · Alemanha |
| 4 | Saudades para D. Genciana | Eduardo Geada    | Drama          | 31 de janeiro  | —                                 |
| 5 | O Vestido Cor de Fogo     | Lauro António    | Drama          | 11 de setembro | —                                 |